# Литвинчук, Артур Сергеевич
Артур Сергеевич Литвинчук (бел. Артур Сяргеевіч Літвінчук; род. 4 января 1988, Мозырь) — белорусский гребец на байдарке, заслуженный мастер спорта Республики Беларусь (2008).
Чемпион Олимпийских игр 2008 года в Пекине, чемпион мира, многократный победитель и призёр этапов кубка мира по гребле на байдарках и каноэ.

## Биография
Окончил Мозырский государственный педагогический университет.
Живёт в Мозыре. В 2012 году женился на белорусской гребчихе Марине Полторан.

## Награды и звания
- Заслуженный мастер спорта Республики Беларусь (2008).
- Почётный гражданин г. Мозыря.
- Стела с именем А. С. Литвинчука на Аллее спортивной славы около Ледового дворца в Гомеле (15 сентября 2023 года)[1][2].

## Источник
1. ↑  Аллею спортивной славы открыли возле Ледового дворца.
2. ↑  7 легенд. В Гомеле появилась Аллея спортивной славы.